# 布里安扎地区安诺内
布里安扎地区安诺内（義大利語：Annone di Brianza）是意大利莱科省的一个市镇。总面积5平方公里，人口2302人，人口密度460.4人/平方公里（2009年）。国家统计（ISTAT）代码为097003。
布里安扎地区安诺内与博西西奥帕里尼、切萨纳布里安扎、奇瓦泰、加尔比亚泰、莫尔泰诺、奥焦诺和苏埃洛接壤。